# سول‌دراپ
سول‌دراپ (به انگلیسی: Souldrop) یک روستا در بریتانیا است که در Knotting and Souldrop واقع شده‌است.